# Tugali colvillensis
Tugali colvillensis är en snäckart som beskrevs av Harold John Finlay 1926. Tugali colvillensis ingår i släktet Tugali och familjen nyckelhålssnäckor. Inga underarter finns listade i Catalogue of Life.